# Trummenäs
Trummenäs – miejscowość (tätort) w Szwecji, w regionie administracyjnym (län) Blekinge, w gminie Karlskrona.
Według danych Szwedzkiego Urzędu Statystycznego liczba ludności wyniosła: 337 (31 grudnia 2018) i 375 (31 grudnia 2019).